# FIFAクラブワールドカップ2025・決勝
FIFAクラブワールドカップ2025・決勝は、FIFAが主催する男子クラブサッカーの最高峰の大会であるFIFAクラブワールドカップ2025の最終戦である。試合は2025年7月13日、ニューヨーク市近郊のニュージャージー州・イーストラザフォードにあるメドウランズ・スポーツ・コンプレックス内のメットライフ・スタジアムで開催された。対戦はチェルシーとパリ・サンジェルマンが対戦した。この決勝戦は、2000年以来初めて同じ連盟から2つのチームが対戦する決勝戦であり（以前のクラブワールドカップで同じ協会または国から複数のチームが参加した唯一の決勝戦）、ヨーロッパの2つのチームが参加する史上初の決勝戦となった。
チェルシーが3-0でパリ・サンジェルマンを下し、3大会ぶり2度目の優勝を果たした。

## 対戦チーム
以下の表では、2005年まではFIFAクラブワールドチャンピオンシップ時代、2006年以降はFIFAクラブワールドカップ時代での決勝戦となっている。
| チーム               | 大陸連盟 | 出場資格                                                    | 過去のクラブ世界選手権決勝 （太字は優勝者） |
| -------------------- | -------- | ----------------------------------------------------------- | ------------------------------------------- |
| チェルシー           | UEFA     | UEFAチャンピオンズリーグ 2020-21優勝                        | FCWC: 2 (2012, 2021)                        |
| パリ・サンジェルマン | UEFA     | UEFAの過去4年間のランキングで 2番目に高いランクの対象チーム | 初出場                                      |

注: 2017年10月27日、FIFAはインターコンチネンタルカップの全優勝チームをFIFAクラブワールドカップと同等の地位としてクラブ世界選手権優勝チームとして公式に認定した。
- IC:インターコンチネンタルカップ（1960–2004）
- FCWC:FIFAクラブワールドカップ決勝（2000年、2005年–現在）

両チームは公式戦で過去8度対戦しており、対戦成績はパリ・サンジェルマンの3勝3分2敗。直近の公式戦での対戦はUEFAチャンピオンズリーグ 2015-16決勝トーナメント・ラウンド16で、この時はパリ・サンジェルマンがホーム・アウェイとも2-1で勝利し、ベスト8に駒を進めている。

## 会場

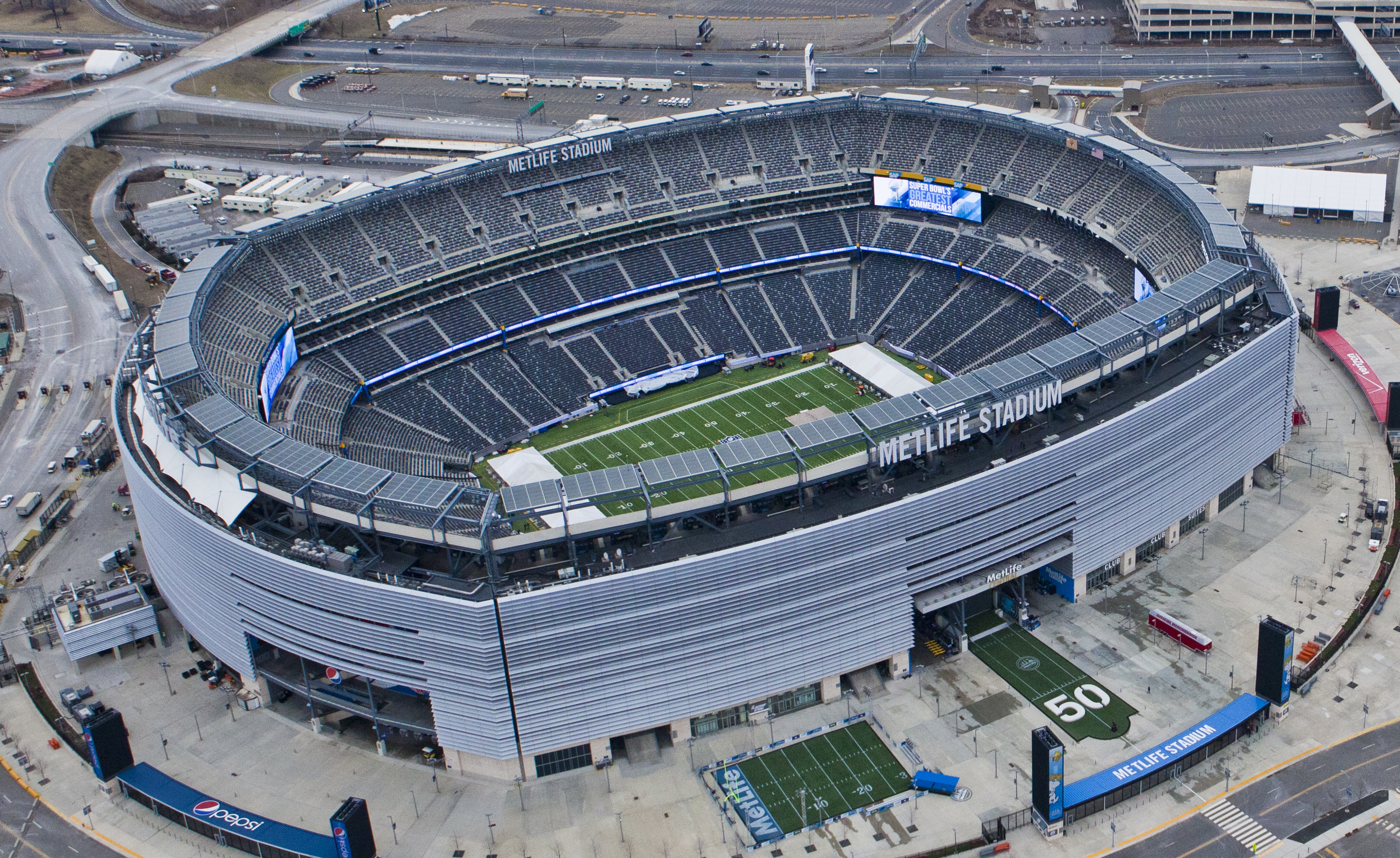
FIFAクラブワールドカップ2025決勝戦の会場となったメットライフ・スタジアムの航空写真

決勝戦の開催地として選ばれたのは、ニューヨーク市の西5マイル（8.0 km）にあるニュージャージー州・イーストラザフォードのメットライフ・スタジアム。FIFAは2024年9月28日に決勝戦の開催地を発表した。メットライフ・スタジアムは、2026年7月に2026 FIFAワールドカップの決勝戦も開催する予定である。このスタジアムは、2009年のオープン以来、主にナショナルフットボールリーグ（NFL）のニューヨーク・ジャイアンツとニューヨーク・ジェッツによって使用されている。収容人数は凡そ82,500人で、2014年にはスーパーボウルXLVIII、2016年にはコパ・アメリカ・センテナリオ決勝が開催された。

## エンターテイメント
2025年6月9日、FIFAとグローバル・シチズンはハーフタイムショーのヘッドライナーを発表した。ヘッドライナーにはJ・バルヴィン、ドージャ・キャット、テムズ、エマニュエル・ケリー（後に7月12日に追加）が含まれていた。これはFIFAワールドカップ2026決勝のハーフタイムショーの前哨戦となった。さらに、ロビー・ウィリアムズとラウラ・パウジーニがスタジアムで試合前ショーを行なった。

## 決勝までの道のり
| 順 | チーム         | 試 | 点 |
| -- | -------------- | -- | -- |
| 1  | フラメンゴ     | 3  | 7  |
| 2  | チェルシー     | 3  | 6  |
| 3  | エスペランス   | 3  | 3  |
| 4  | ロサンゼルスFC | 3  | 1  |

| 順 | チーム                   | 試 | 点 |
| -- | ------------------------ | -- | -- |
| 1  | パリ・サンジェルマン     | 3  | 6  |
| 2  | ボタフォゴ               | 3  | 6  |
| 3  | アトレティコ・マドリード | 3  | 6  |
| 4  | シアトル・サウンダーズ   | 3  | 0  |

### チェルシー
チェルシーはUEFAチャンピオンズリーグ 2020-21の優勝者としてこの大会に出場した。フラメンゴ、ロサンゼルスFC、エスペランスと同じグループDに入った。開幕戦はペドロ・ネトとエンソ・フェルナンデスのゴールでロサンゼルスFCを2-0で破ったものの、2戦目でフラメンゴに1-3で敗れ首位通過が消滅。負ければグループステージ敗退となる最終節ではエスペランスに3-0で勝利し、2位でノックアウトステージに進出した。
ラウンド16はベンフィカと対戦。リース・ジェームズの直接FKで先制し1点リードのまま試合終盤まで進んだものの、試合は残り5分のところで悪天候のため2時間以上中断。さらに再開後にPKを献上してしまい、これをアンヘル・ディ・マリアに決められ延長戦に突入。延長前半に相手に退場者がでると攻勢に出て、後半にクリストファー・エンクンク、ネト、キアナン・デューズバリー＝ホールが得点し4-1で勝利した。準々決勝ではFIFAクラブワールドカップ2021・決勝でも対戦したパルメイラスと対戦。大会終了後の加入が内定しているエステバンに同点ゴールを浴びたものの、試合終盤のオウンゴールにより2-1で勝利。準決勝はパルメイラス戦の3日前に加入したジョアン・ペドロの2得点で2-0で勝利し、2021年以来となる決勝に駒を進めた。

### パリ・サンジェルマン
パリ・サンジェルマンは、UEFAクラブランキングの順位により、この大会への出場権を獲得した。彼らは直近のUEFAチャンピオンズリーグ 2024-25で優勝しており、現ヨーロッパ王者としてこの大会に臨んだ。グループステージはアトレティコ・マドリード、ボタフォゴ、シアトル・サウンダーズFCと同じグループBに入った。開幕戦でアトレティコ・マドリードを4-0で圧勝する。第2戦で南米王者のボタフォゴに0-1で敗れる波乱を起こすも、第3戦で地元のシアトル・サウンダーズFCを2-0で破り、直接対決の得失点差でグループBの首位に立ち、ノックアウトステージ進出を決めた。
ラウンド16ではリオネル・メッシを擁するインテル・マイアミと対戦。ジョアン・ネヴェスの2得点などで4-0の快勝を収めた。準々決勝ではバイエルン・ミュンヘンと対戦。デジレ・ドゥエの得点で先制すると、後半にはウィリアム・パチョとリュカ・エルナンデスが一発退場となるも、2人少ない状態でウスマン・デンベレが追加点を挙げ2-0で勝利した。準決勝では元PSGのキリアン・エムバペを擁するレアル・マドリードと対戦。前半のうちに3得点を挙げるなど4-0で圧勝し下馬評通り決勝まで駒を進めた。

## 試合

### 詳細
| チェルシー                                    | 3 - 0    | パリ・サンジェルマン |
| --------------------------------------------- | -------- | -------------------- |
| - パーマー 22分, 30分 - ジョアン・ペドロ 43分 | レポート |                      |

| · チェルシー | · パリ・サンジェルマン |

| チェルシー             |    |                                      |      |      |
|                        |    |                                      |      |      |
| GK                     | 1  | ESP ロベルト・サンチェス             |      |      |
| RB                     | 27 | FRA マロ・ギュスト                   | 40分 |      |
| CB                     | 23 | ENG トレヴォ・チャロバー             |      |      |
| CB                     | 6  | ENG リーヴァイ・コルウィル           | 81分 |      |
| LB                     | 3  | ESP マルク・ククレジャ               |      |      |
| CM                     | 24 | ENG リース・ジェームズ               |      | 77分 |
| CM                     | 25 | ECU モイセス・カイセド               | 36分 |      |
| RW                     | 10 | ENG コール・パーマー                 |      |      |
| AM                     | 8  | ARG エンソ・フェルナンデス           |      | 61分 |
| LW                     | 7  | POR ペドロ・ネト                     | 34分 | 77分 |
| CF                     | 20 | BRA ジョアン・ペドロ                 |      | 67分 |
| 控え選手               |    |                                      |      |      |
| GK                     | 12 | DEN フィリップ・ヨルゲンセン         |      |      |
| GK                     | 39 | BEL マイク・ペンダース               |      |      |
| GK                     | 44 | USA ガブリエル・スロニナ             |      |      |
| DF                     | 4  | ENG トシン・アダラビオヨ             |      |      |
| DF                     | 19 | FRA ママドゥ・サール                 |      |      |
| DF                     | 30 | ARG アーロン・アンセルミーノ         |      |      |
| DF                     | 34 | ENG ジョシュ・アチャンポン           |      |      |
| MF                     | 17 | BRA アンドレイ・サントス             |      | 61分 |
| MF                     | 22 | ENG キアナン・デューズバリー＝ホール |      | 77分 |
| MF                     | 45 | BEL ロメオ・ラヴィア                 |      |      |
| FW                     | 9  | ENG リアム・デラップ                 |      | 67分 |
| FW                     | 15 | SEN ニコラス・ジャクソン             |      |      |
| FW                     | 18 | FRA クリストファー・エンクンク       |      | 77分 |
| FW                     | 32 | ENG タイリーク・ジョージ             |      |      |
| FW                     | 38 | ESP マルク・ギウ                     |      |      |
| 監督                   |    |                                      |      |      |
| ITA エンツォ・マレスカ |    |                                      |      |      |

| パリ・サンジェルマン |    |                                  |        |      |
|                      |    |                                  |        |      |
| GK                   | 1  | ITA ジャンルイジ・ドンナルンマ   |        |      |
| RB                   | 2  | MAR アクラフ・ハキミ             |        | 73分 |
| CB                   | 5  | BRA マルキーニョス               |        |      |
| CB                   | 4  | BRA ルーカス・ベラウド           |        |      |
| LB                   | 25 | POR ヌーノ・メンデス             | 90+4分 |      |
| DM                   | 17 | POR ヴィティーニャ               |        |      |
| CM                   | 87 | POR ジョアン・ネヴィス           | 85分   |      |
| CM                   | 8  | ESP ファビアン・ルイス           |        | 73分 |
| RF                   | 14 | FRA デジレ・ドゥエ               |        | 73分 |
| CF                   | 10 | FRA ウスマン・デンベレ           | 87分   |      |
| LF                   | 7  | GEO フヴィチャ・クヴァラツヘリア |        | 58分 |
| 控え選手             |    |                                  |        |      |
| GK                   | 39 | RUS マトヴェイ・サフォノフ       |        |      |
| GK                   | 80 | ESP アルナウ・テナス             |        |      |
| DF                   | 3  | FRA プレスネル・キンペンベ       |        |      |
| DF                   | 43 | FRA ノハム・カマラ               |        |      |
| MF                   | 19 | KOR 李康仁                       |        |      |
| MF                   | 20 | BRA ガブリエウ・モスカルド       |        |      |
| MF                   | 24 | FRA セニー・マユル               |        | 73分 |
| MF                   | 33 | FRA ワレン・ザイール＝エムリ     |        | 73分 |
| FW                   | 9  | POR ゴンサロ・ラモス             |        | 73分 |
| FW                   | 29 | FRA ブラッドリー・バルコラ       |        | 58分 |
| FW                   | 49 | FRA イブラヒム・エンバイェ       |        |      |
| 監督                 |    |                                  |        |      |
| ESP ルイス・エンリケ |    |                                  |        |      |

| マン・オブ・ザ・マッチ コール・パーマー (チェルシー) 副審 AUS アントン・シチェティニン AUS アシュリー・ビーチャム 第4審判 ARG ファクンド・テッロ 予備副審 ARG ガブリエル・チャデ ビデオ・アシスタント・レフェリー (VAR) GER バスティアン・ダンケルト アシスタント・ビデオ・アシスタント・レフェリー (AVAR) NCA タチアナ・グスマン サポート・ビデオ・アシスタント・レフェリー (SVAR) CRO イヴァン・ベベック | 試合ルール - 試合時間は90分。 - 90分終了後同点の場合、30分の延長戦が行われる。 - 120分終了後同点の場合、PK戦で優勝クラブが決定される。 - 指名された交代選手は最大15名 - 90分内で決着が付いた場合5人まで（交代回数は後半開始前を除き3回以内）、延長戦に突入した場合合計6人まで（交代回数は後半開始前・延長戦開始前・延長後半開始前を除き4回以内）選手交代が可能。ただし、脳震盪による選手交代が必要と判断された場合は、前述と別に1人の選手交代が可能。 |

#### 試合前
チェルシーは準決勝から2人を変更。本職は右SBのリース・ジェームズが中盤3列目の位置で先発出場し、エンソ・フェルナンデスがトップ下。コール・パーマーは右サイドに位置し、ペドロ・ネトがクリストファー・エンクンクに代わって左サイドに回った。出場停止明けのリーヴァイ・コルウィルがトシン・アダラビオヨに代わって左のCBで先発出場した。パリ・サンジェルマンは準決勝から変更なし。準々決勝で一発退場となったウィリアム・パチョとリュカ・エルナンデスは引き続き出場停止で、ルーカス・ベラウドとヌーノ・メンデスがそれぞれ同じポジションで先発している。

#### 前半
序盤は互いにチャンスを作る拮抗した展開となる。8分にチェルシーMFコール・パーマーに最初の決定機が訪れたが、シュートはわずかに枠の左へと外れた。パリ・サンジェルマンも15分にMFファビアン・ルイスのクロスからゴール前で2対1の状況を作るも、デジレ・ドゥエの折り返しをチェルシーDFマルク・ククレジャがインターセプト。18分にドゥエがカットインからシュートを放つが、GKロベルト・サンチェスがセーブした。
22分、GKサンチェスのロングキックに抜け出したDFマロ・ギュストの折り返しをパーマーがゴール左隅へ流し込んでチェルシーが先制。ここからチェルシーが勢いに乗ると、30分、コルウィルのロングボールに抜け出したパーマーが相手DF2人をフェイントで翻弄し、再びゴール左に流し込んで追加点。43分にはパーマーのパスに抜け出したFWジョアン・ペドロが得点を挙げて3-0とし、大きなリードを持って後半へと折り返した。

#### 後半
後半は3点のビハインドを負うパリ・サンジェルマンが選手交代を使いながら攻勢に出るものの、48分のFWフヴィチャ・クヴァラツヘリア、52分のFWウスマン・デンベレのシュートはGKサンチェスの好セーブに遭う。チェルシーはエンソ・フェルナンデス、モイセス・カイセド、ジェームズの3人のMFで中盤を制圧しながら、途中出場のFWリアム・デラップが独力で決定機を作るなど、試合をコントロールする。
時間とともに焦りの色が見えるパリ・サンジェルマンは86分、ククレジャの挑発に乗ったジョアン・ネヴィスが髪を引っ張る暴力行為で一発退場。数的不利の状態で最後まで相手を崩すことはできず、試合終了。チェルシーが3-0でパリ・サンジェルマンを破り、3大会ぶり2回目の優勝を果たした。

### 統計
| 統計           | CHE | PSG |
| -------------- | --- | --- |
| 得点           | 3   | 0   |
| 合計シュート数 | 9   | 9   |
| 枠内シュート数 | 5   | 6   |
| ボール保持率   | 34% | 66% |
| コーナーキック | 3   | 5   |
| ファウル数     | 15  | 12  |
| オフサイド     | 3   | 2   |
| イエローカード | 4   | 2   |
| レッドカード   | 0   | 1   |

## 優勝クラブ
| FIFAクラブワールドカップ2025優勝クラブ |
| -------------------------------------- |
| チェルシー 3大会ぶり2回目              |